# ویلاسانتا
ویلاسانتا (به ایتالیایی: Villasanta) یک کومونه در ایتالیا است که در استان مونتزا و بریانتزا واقع شده‌است. ویلاسانتا ۴٫۹ کیلومتر مربع مساحت و ۱۳٬۴۸۰ نفر جمعیت دارد و ۱۷۳ متر بالاتر از سطح دریا واقع شده‌است.